# Sture Bergwall
Sture Ragnar Bergwall, även känd som Thomas Quick, ett namn han bar 1992–2002, och Sätermannen, född 26 april 1950 i stadsdelen Källviken i Falun, är en svensk man som mellan 1994 och 2001 dömdes för ett flertal mord utan att några vittnen eller tekniska bevis direkt bundit honom till brotten. Han erkände ett trettiotal mord som skulle ha begåtts i Sverige, Norge, Danmark och Finland mellan år 1964 och 1993, och dömdes för åtta av dem. Sedan 2013 är han dock frikänd från dem. Bergwall hade tidigare lagförts för andra grova våldsbrott såsom grovt rån, sexualbrott mot barn och försök till dråp och hade sedan tonåren varit under psykiatrisk behandling.
I en dokumentärfilm av Hannes Råstam och Jenny Küttim som sändes i Sveriges Television i december 2008 tog Bergwall tillbaka alla sina erkännanden om mord. År 2009 lämnades en första resningsansökan in angående ett av morden (Yenon Levi) och resning beviljades av Svea hovrätt samma år. Överåklagare Björn Ericson motsatte sig inte att fallet skulle tas upp på nytt men den åklagare som tidigare drivit mordåtalen mot Quick, Christer van der Kwast, ansåg att Ericson dragit fel slutsatser. Chefsåklagare Eva Finné beslutade 2010 att lägga ner åtalet och frikännande dom meddelades samma år utan att åtalet prövades på nytt av tingsrätten. Sedan dess har Bergwall frikänts från ansvar för alla andra mord han tidigare dömts för, i samtliga fall utan att rätten prövat sakfrågan. Detta gäller domarna för mord på Therese Johannesen, Johan Asplund, Trine Jensen, Gry Storvik, paret Marinus och Janni Stegehuis samt Charles Zelmanovits. Det sista åtalet mot Bergwall, för det påstådda mordet på Zelmanovits, lades ned 2013, och han frikändes senare; domen vann laga kraft den 26 november samma år.
Regeringen beslutade i november 2013 att utse professor emeritus i statsvetenskap Daniel Tarschys till särskild utredare med uppgift att ”granska och redovisa rättsväsendets och vårdens agerande i samband med [...] att Sture Bergwall blev dömd för åtta mord” samt ”analysera om det har förekommit strukturella brister i rättsväsendets och vårdens agerande i samband med de aktuella brottmålsprocesserna”.
Den 19 mars 2014 meddelade Förvaltningsrätten i Falun att Sture Bergwall skulle få lämna Säters sjukhus för fortsatt villkorad behandling i öppenvård. Den 16 april 2015 meddelades det att Sture Bergwall var utskriven från den psykiatriska öppenvården. Han var först med att bekräfta nyheten på sitt Twitter-konto där han skrev "Fri! Fri på riktigt!". Bergwall blev sedermera helt utskriven från rättspsykiatrin och har varit bosatt i Duved samt under vintrarna på Mallorca.[källa behövs]
Sture Bergwall tog sig namnet Thomas Quick när mordutredningarna mot honom började i början av 1990-talet. Förnamnet var efter hans påstådda första offer, Thomas Blomgren, och efternamnet var hans mors flicknamn. Våren 2002 återtog han sitt tidigare namn Sture Bergwall. När media på 1990-talet rapporterade om honom efter att han börjat erkänna mord kallades han ofta ”Sätermannen”.

## Biografi
Sture Bergwall växte upp med sex syskon, varav en tvillingsyster, i Korsnäs utanför Falun, dit familjen flyttat i mitten på 1950-talet. Som barn fick han tuberkulos och vårdades en tid på sanatorium. Hans tvillingsyster har uppgett att han hade skådespelartalang som ung. Hon såg honom också som ganska provocerande och manipulativ. Bergwall började enligt egen utsago i mitten av 1960-talet att sniffa lösningsmedlet trikloretylen. Efter gymnasiet blev han mer och mer religiös, och bestämde sig för att bli präst, något han aldrig förverkligade, och i stället började han arbeta på Falu lasarett.
Enligt Thomas Quicks berättelse, som växte fram under psykoterapin på Säters sjukhus under 1990-talet, skulle han som barn ha blivit sexuellt utnyttjad av sin far och mycket strängt behandlad av sin mor. Quick berättade också om ett syskon, Simon, som skulle ha fötts, dödats och begravts inför hans ögon. I en dokumentärfilm som sändes 2008 berättade han att historien om Simon i själva verket inte hade någon verklighetsanknytning. Även de övergrepp som hans föräldrar skulle ha utsatt honom för var lögner, uppgav han, något som Quicks syskon hela tiden hade hävdat. Bergwalls terapeut från 1980-talet, Birgitta Rindberg, har i polisförhör uppgett att "detta med sexuella övergrepp från fadern är något som inte stämmer överens med det som framkom under den period som han var hennes patient". Under perioden var det istället så att det framkom att "Bergwall tycker sig minnas någon form av sexuellt övergrepp från en äldre systers sida".
Bergwalls ungdom var präglad av sexuella problem. När han var 19 år (1969) och anställd vid Falu lasarett antastade han fyra pojkar. En av pojkarna var inlagd på barnkliniken vid lasarettet som Bergwall arbetade på. Denne tog Bergwall strypgrepp på, efter att ha idkat oralsex på honom, varför han åtalades för försök till dråp. Undersökande läkare, före detta överläkare Otto Brundin, som förordnats av Socialstyrelsen, omnämnde i det rättspsykiatriska utlåtandet gärningen som ett ”lustmordsförsök”. Året därpå (1970) dömdes Bergwall till sluten psykiatrisk vård för de nämnda gärningarna mot pojkar. Enligt den rättspsykiatriska undersökningen som genomfördes av Brundin led Bergwall av ”höggradig sexuell perversion av typen pedofilia cum sadismus”. Överläkare Yngve Holmstedt granskade utlåtandet å Socialstyrelsens vägnar, och delade inte Brundins uppfattning på vissa punkter. Holmstedt ansåg inte sannolikt att uppsåt att döda pojken förelegat, och ansåg inte att den sadomasochistiska komponenten hos Bergwall var större än hos ”andra sexuellt perverterade”. Holmstedt konstaterade att Bergwalls liv ”ända sedan prepuberteten präglats av svår sexuell problematik”, och att Bergwalls ångest delvis stammade ur den ”tvångsmässiga lusten att sexuellt vara samman med feminina pojkar i tidig pubertet”. Holmstedt bedömde inte huruvida pedofil var en korrekt diagnos, utan endast att Bergwall led av en ”psykisk abnormitet av så djupgående natur att den måste anses jämställd med sinnessjukdom”, varför Bergwall var ”i oundgängligt behov av sluten psykiatrisk vård”. Häradsrätten, som tog hänsyn till Holmstedts bedömning och skrev att den ”ej anser det bevisat att [Bergwall] avsett att döda [pojken]”, lade i målet Holmstedts utlåtande till grund för sitt beslut om rättspsykiatrisk vård.
Därefter intogs Bergwall 1970 på Säters sjukhus med diagnosen persona immatura, det vill säga omogen personlighet, och antisocial personlighetsstörning. Han vårdades för sin persona pathologica till 1977.
När Bergwall var 23 år gammal (1974) högg han ner en man i Uppsala. Eftersom han fortfarande stod under vård blev han aldrig åtalad, utan åklagaren beslutade om åtalsunderlåtelse för försök till dråp (vilket antecknas i belastningsregistret). Bergwall påstår att han vid knivskärningen var påverkad av alkohol, barbiturater och trikloretylen. Han påstår också att missbruket av den senare drogen upphörde i och med knivskärningen. I slutet av 1980-talet hade Bergwall, enligt vad han berättade vid rättspsykiatrisk utredning 1991, ”sexuella kontakter med unga pojkar”, och återupptog psykologsamtal på Säters sjukhus på egen begäran våren 1989. Detta på grund av ”en rädsla att förlora kontrollen”.
Det skulle ta 16 år innan Sture Bergwall återigen var misstänkt för ett allvarligare brott. I juni 1991 dömdes Bergwall till sluten psykiatrisk vård efter bland annat ett grovt rån. Rånet var ett gisslandrama som Bergwall genomfört tillsammans med en 16-årig kompanjon den 14 december 1990. Bergwall höll en familj som gisslan medan hans medbrottsling tvingade pappan i familjen att ta ut 245 000 kronor. Bergwall uppges ha hotat familjen till livet och huggit med en kniv i väggarna samt i en säng där ett barn låg och sov. År 1991 hamnade Bergwall på Säters sjukhus, diagnosticerad med personlighetsstörning av klyvnadstyp.[källa behövs]
Något år senare skulle Bergwall friskförklaras, enligt en släkting till honom, och han skulle då flytta till en lägenhet i en by utanför Säter. Bergwall skrevs emellertid inte ut från sjukhuset, utan erkände mordet på Johan Asplund. Den kommande tioårsperioden (fram till 2001) behandlades han med psykofarmaka i stora mängder – han var enligt egen utsago ”inte nykter en enda dag under detta skede” – och fick nästan dagligen psykoterapi under ledning av psykologen Birgitta Ståhle. Under behandlingen började Quick erkänna att han begått ett 30-tal mord i Sverige, Norge, Danmark och Finland mellan 1964 och 1993. Han sade sig också ha flera personligheter såsom ”Nana”, ”Cliff” och ”Ellington”.
Mellan åren 2003 och 2005, var Bergwall inte beviljad några obevakade permissioner, men tilläts bland annat ha dvd-spelare i sin cell. Bergwall misshandlades den 24 november 2005 av en medpatient på sjukhuset. Det finns uppgifter som talar för att upprinnelsen till misshandeln var en diskussion om Bergwalls trovärdighet.
Som framgår ovan, ansåg överläkare Holmstedt 1970, till skillnad från före detta överläkare Brundin, att Bergwall inte var sadist. När Quick häktats misstänkt för bland annat rån, gjordes 1991 en utredning där Quick av läkaren Marianne Kristiansson fick diagnosen ”personlighetsstörning med personlighetsorganisation på borderlinenivå i kombination med allvarlig impulskontrollstörning och sexuellt perverterat beteende med sadomasochistiska drag”. I socialutredningen från 1991 antecknades att Quick ”har alltid haft och har alltjämt en stark dragning till unga pojkar i åldern 12–14 år”. Kuratorn Anita Sterky skrev i sitt utlåtande att ”[d]et finns utan tvivel perversa sexuella impulser inom [Quick] som kom att leda fram till de nu åtalade brotten”. År 2010 menade chefsöverläkare Erik Kall på Säters sjukhus, angående Bergwalls diagnoser, att ”Trots lite divergerande diagnoser har grundproblematiken som visat sig i alla diagnoserna varit ett sexuellt avvikande beteende i form av pedofili med sadomasochistiska drag, samt massiva personlighetsmässiga problem med impulskontrollstörning och ett omoget sätt att hantera stress”.

## Mord erkända under behandlingstiden
| Fall                                      | Erkännande          | Fällande dom     | Resnings-ansökan | Resultat (Nedläggning - Frikännande)               | Övrigt |
| ----------------------------------------- | ------------------- | ---------------- | ---------------- | -------------------------------------------------- | --- |
| Yenon Levi, 11 juni 1988                  |                     | 28 maj 1997      | 20 april 2009    | Nedlagt 28 maj 2010 Frikänd 3 september 2010       | |
| Therese Johannesen, 3 juli 1988           |                     | 2 juni 1998      | 20 april 2010    | Nedlagt 29 mars 2011 Frikänd 10 juni 2011          | Någon kropp har aldrig påträffats. |
| Charles Zelmanovits, 13 november 1976     | våren 1994          | 16 november 1994 | 5 juni 2012      | Nedlagt 31 juli 2013 Frikänd 4 november 2013       | Första domstolsprövningen. För Zelmanovits kunde dödsorsaken inte fastställas.                                                                               |
| Marinus och Janni Stegehuis, 13 juli 1984 | november 1994       | 25 januari 1996  | 18 juni 2012     | Nedlagt 21 maj 2013 Frikänd juli 2013              | |
| Trine Jensen, 21 augusti 1981             |                     | 22 juni 2000     | 11 april 2011    | Nedlagt 24 september 2012 Frikänd 23 november 2012 | |
| Gry Storvik, 25 juni 1985                 |                     | 22 juni 2000     | 11 april 2011    | Nedlagt 24 september 2012 Frikänd 23 november 2012 | |
| Johan Asplund, 7 november 1980            | 1993                | 21 juni 2001     | oktober 2011     | Nedlagt 14 mars 2012 Frikänd 17 augusti 2012       | Quicks första erkännande, 1992. Någon kropp har aldrig påträffats.                                                                                           |
| Thomas Blomgren, 1964                     |                     | Ej till domstol  |                  |                                                    | Quick var 14 år gammal och reste enligt sin familj inte från Falun till Växjö. Han konfirmerades vid tidpunkten för mordet. Konfirmationen skedde i Dalarna. |
| Alvar Larsson, 1967                       |                     | Ej till domstol  |                  |                                                    | Quick lämnade enligt sin familj inte Falun. |
| Raine Svensson, 1971                      |                     | Ej till domstol  |                  |                                                    | |
| Benny Forsgren, 1976                      |                     | Ej till domstol  |                  |                                                    | |
| Marianne Rugaas Knudsen, 28 augusti 1981  | 19 maj 2000         | Ej till domstol  |                  |                                                    | |
| Magnus Nork, november 1981                | 2000                | Ej till domstol  |                  |                                                    | |
| Olle Högbom, 7 september 1983             | 1994 eller tidigare | Ej till domstol  |                  |                                                    | |
| Två somaliska pojkar, 1996                |                     | Ej till domstol  |                  |                                                    | De visade sig i utredningen efter Quicks erkännande vara vid liv.                                                                                            |
| Örjan Sellin, 22 oktober 1993             |                     | Ej till domstol  |                  |                                                    | Quick vårdades på Säter vid tidpunkten för försvinnandet. |

### Erkännanden prövade i domstol
Quick dömdes mellan 1994 och 2001 för åtta mord i olika tingsrätter. Ingen av de åtta domarna prövades då i någon hovrätt. I samtliga fall var Christer van der Kwast åklagare. Claes Borgström var Quicks försvarsadvokat vid alla rättegångar utom den första (Charles Zelmanovits) och sista (Johan Asplund). Förhörsledare var nästan genomgående kriminalinspektören Seppo Penttinen. I fem av sex rättegångar var Sven Å Christianson den sakkunnige, som uttalade sig om pålitligheten i Quicks minnen och utsagor.

#### Charles Zelmanovits
Den femtonårige Charles Zelmanovits försvann 13 november 1976 efter en skoldans i Piteå. Den 19 september 1993 påträffades hans kvarlevor på Pitholmsheden. Dåvarande chefen för kriminalavdelningen i Piteå, Harry Nyman, misstänkte inget brott i samband med påträffandet. Quick erkände mord på Charles Zelmanovits under våren 1994, och dömdes 16 november 1994 av Piteå tingsrätt. Quick hade vid tiden för försvinnandet inte själv tillgång till bil, men utpekade en medbrottsling som tog livet av sig nio månader efter Zelmanovits försvinnande. Tekniska bevis saknades, och rätten fann att ”Quick har erkänt gärningen och hans erkännande får stöd av de uppgifter han själv lämnat. Någon teknisk bevisning som binder Quick vid brottet föreligger dock inte." Försvarsadvokat var Gunnar Lundgren, som under rättegången var övertygad om Quicks skuld. Domen hänvisar till sakkunnigutlåtanden från professorn i rättsmedicin Anders Eriksson, professorn i rättspsykiatri Lars Lidberg och docenten i psykologi Sven-Åke Christianson. Christianson använde en, enligt docenten i medicinsk psykologi Rickard L Sjöberg, ny och egendesignad vallningsteknik för att återfå minnen. Denna teknik, som Sjöberg kritiserar ur ett suggestionsperspektiv, användes även under senare mordutredningar. I ett skriftligt utlåtande till rätten skriver Christianson om mördare att "Morden kan utgöra berättelser om händelser, traumatiska upplevelser, som de har varit med om. Dessa minnen leder till primitiva föreställningar, vilka gärningsmannen inte förmår artikulera medvetet. Morden blir det språk genom vilka upplevelserna kan uttryckas." Christiansons utlåtande omtalar Quick som seriemördare.
Under de två rättegångsdagarna plågades Quick av ångest. Han grät och förhandlingarna avbröts vid ett par tillfällen  och Quick fördes av sina vårdare ut från rättssalen och fick läkemedel.
Resning i målet beviljades av Hovrätten för Övre Norrland den 1 februari 2013. Målet lades ned den 31 juli 2013.

#### Marinus och Janni Stegehuis
Det holländska paret Marinus (39 år) och Janni Stegehuis (34 år) hittades knivmördade i sitt tält vid en rastplats nära sjön Vuolep Appojaure i Gällivare kommun den 13 juli 1984. I november 1994, någon vecka efter Zelmanovits-domen, erkände Quick morden för sin terapeut Birgitta Ståhle. Quick dömdes för morden av Gällivare tingsrätt 25 januari 1996. Tekniska bevis saknades men Quick lämnade uppgifter som enligt domen ”i alla väsentliga delar stämmer överens med de fynd och iakttagelser som gjordes vid brottsplatsundersökning och som, enligt vad som får anses utrett, till stora delar inte varit kända för allmänheten”. Domen och förundersökningen har kritiserats av bland andra Lennart Lundmark och Hannes Råstam. De pekar exempelvis på hur man namnger en påstådd medhjälpare i domen som aldrig åtalas. I domen nämns dock medhjälparen endast vid redogörelsen för vad Quick uppgav i rätten.
Resning i målet beviljades av Hovrätten för Övre Norrland den 1 februari 2013. Målet lades ned den 21 maj 2013. Bergwall frikändes i juli 2013.

#### Johan Asplund
Johan Asplund (11 år) försvann från Sundsvall 7 november 1980. Några kvarlevor hittades aldrig. Quick erkände 1992 att han mördat Asplund. Det var hans första erkännande. Quick dömdes för mordet först den 21 juni 2001 av tingsrätten i Sundsvall. I domen konstaterades att ingen teknisk bevisning lagts fram som bundit Quick till Sundsvall vid tiden för Asplunds försvinnande; särskilt ansågs det inte vara klarlagt vilken bil Quick använde när han förde bort Asplund från hemmet. Quick dömdes i stället baserat på att han lämnat uppgifter som endast en gärningsman borde kunnat känna till, och det ansågs inte finnas något som talade för att Quick läst in sig på fallet. Försvarsadvokat var Sten-Åke Larsson.
Asplunds föräldrar trodde inte att Quick hade något att göra med deras sons försvinnande och de drev under fler år frågan rättsligt i ett antal instanser. Hovrätten för Nedre Norrland beviljade den 18 januari 2012 Quick resning i målet. Den 14 mars 2012 beslutade chefsåklagaren Jonas Almström att fallet skulle läggas ner eftersom han ansåg att prövningen inte skulle hålla i domstol. Bergwall frikändes den 17 augusti 2012.

#### Yenon Levi
Israelen Yenon Levi (24 år) var i Sverige för att hälsa på släktingar och resa runt i landet. Den 11 juni 1988 hittades han död på en skogsväg i Rörshyttan. Polisen fattade tidigt misstankar mot en man som ägt ett par glasögon som liknade de som återfunnits på brottsplatsen, men bevisen räckte inte för åtal. Quick erkände mordet under hösten 1995 och dömdes i Hedemora tingsrätt 28 maj 1997. Den medhjälpare som Quick påstod sig ha haft åtalades aldrig och blev heller aldrig kallad som vittne. I domen konstaterades att ingen bevisning som direkt binder Quick vid gärningen lagts fram. Quick dömdes i stället baserat på att han lämnat uppgifter som endast en gärningsman borde kunnat känna till. Exempel på sådana uppgifter var enligt tingsrätten att Quick kunde peka ut platsen där Levi mördades, att Quick kunde beskriva Levis kläder, att Quick visste att mordvapnet varit en träpåk som saknade bark, samt att Quick kunde beskriva skadorna på ett sätt som överensstämde med obduktionsresultaten.
Kritikerna påstod att Quick hade haft möjlighet att under utredningens gång få fram de uppgifter han lämnade. Till exempel hade Quick lämnat ett tiotal olika förslag på vad mordvapnet skulle ha varit innan förhörsledaren under en vallning frågade om Quick inte kunde se något på marken som överensstämde med mordvapnet, samtidigt som han tecknade med händerna längden på föremålet. Quick hade då pekat ut den barklösa träpåken.
Den 20 april 2009 lämnade Bergwall in en resningsansökan, som beviljades av Svea hovrätt den 17 december samma år. Åtalet lades ner i maj 2010 av åklagare Eva Finné, som summerade läget: ”Efter genomgång av utredningen gör jag bedömningen att bevisläget numera är sådant att brott inte kan styrkas. Bergwall förnekar brottet. Väl har han under utredningens gång lämnat en del uppgifter som stämmer med övrig bevisning men hans berättelse präglas av motsägelser och ändrade uppgifter i en sådan grad att en fällande dom inte kan förväntas.” Den 3 september 2010 frikändes Bergwall formellt i Falu tingsrätt, som också beslutade att han skulle få ersättning för sina rättegångskostnader med drygt 2,4 miljoner kronor.

#### Therese Johannesen
Therese Johannesen (9 år) försvann 3 juli 1988 från stadsdelen Fjell i Drammen i Norge. Thereses kropp påträffades inte. Quick dömdes för mord av Hedemora tingsrätt 2 juni 1998. Teknisk bevisning som kunde binda Quick till Therese saknades, men tingsrätten ansåg att ”Även om de rester av organiskt material och de föremål man funnit i nämnda skog således inte kan binda Thomas Quick till Therese, talar de dock i någon mån för att hans berättelse är riktig.” Domen byggde också på att Quick kommit med uppgifter som endast en gärningsman borde kunna känna till. Exempelvis berättade Quick om Thereses böjveckseksem vilket tingsrätten nämnde i domslutet: ”Detta har inte ens varit känt för polisen, och Thereses mor hade inte lämnat uppgifter härom förrän polisen tillfrågade henne sedan Thomas Quick omtalat detta.” Bevisningen ifrågasattes av Sveriges Televisions Dokument inifrån och Thereses mor Inger Lise Johannessen. Specifikt ifrågasattes uppgiften om Thereses böjveckseksem av bland andra Aftonbladets Anders Johansson och Karin Östman. De beskrev hur Quicks uppgifter om eksemen förbättrades under år av förhör samt hur förhörsledaren Seppo Penttinen under förhören ledde Quick in på rätt spår.
Under våren 2010 analyserade Statens kriminaltekniska laboratorium (SKL) det fynd i fallet Therese Johannesen vilket tidigare hade betraktats som benfragment från ett barn. SKL menade i sitt utlåtande att det inte rörde sig om ben överhuvudtaget, varken från människa eller djur. Professor Per Holck, som gjorde den ursprungliga analysen av fyndet, menar att SKL feltolkat materialet. Den 20 april 2010 lämnade Bergwall in en resningsansökan, vilken beviljades 24 september samma år. Målet togs upp i Falu tingsrätt. Den 29 mars 2011 lades åtalet ner, och Bergwall frikändes 10 juni 2011.
Pelle Svensson framförde 2010 tanken att Therese kan vara vid liv i Pakistan. Detta grundades på att hennes far (eller en granne och tidigare partner till modern som trodde sig vara hennes far) skulle härröra från Pakistan. Thereses pappa var dock spanjor vid namn Velo Stillo.

#### Trine Jensen
Trine Jensen (17 år) försvann från Oslo 21 augusti 1981. Kroppen hittades nästan två månader senare i en skog i Svartskog en dryg mil söder om Oslo. Den 22 juni 2000 dömdes Quick för mordet i Falu tingsrätt. Han dömdes vid samma tillfälle för mordet på Gry Storvik. Det fanns inga tekniska bevis, men Quicks berättelse stämde med utredningen, som han fått delgiven flera veckor innan förhandlingen. Sven Å Christianson gjorde under utredningen ett test där Quicks uppgifter skulle jämföras med tio slumpmässiga personer. Resultatet, som domen stödde sig på, var att Quick visste 10 gånger mer än de andra. En granskning, utförd av docenten i medicinsk psykologi Rickard L Sjöberg av testet inför resningsansökan, visade dock att det fanns så många felkällor att det inte gick att dra några slutsatser från det.
Den 24 september 2012 beslutade statsåklagaren Bo Ericson att lägga ner åtalet eftersom han ansåg det uppenbart att det inte skulle hålla i domstol då det saknades teknisk bevisning samt då Thomas Quick inför förhör och vallningar på mordplatsen haft fri tillgång till information rörande mordet innan han berättat om det. Bergwall frikändes den 23 november 2012.

#### Gry Storvik
Gry Storvik (23 år) hittades död på en parkeringsplats i Myrvoll strax söder om Oslo 25 juni 1985. Quick dömdes för mordet i Falu tingsrätt 22 juni 2000. Han dömdes vid samma tillfälle för mordet på Trine Jensen. Det fanns inga tekniska bevis, men Quicks berättelse stämde med utredningen. Sperma som inte tillhörde Quick hade hittats i Storviks kropp, något justitiekanslern inte ansåg med någon större styrka tala emot Quick som gärningsman, med hänsyn till att Storvik synes ha verkat som prostituerad och Quick enligt sin berättelse kom i kontakt med henne i ett prostitutionskvarter.
Den 24 september 2012 beslutade statsåklagare Bo Ericson att lägga ner åtalet eftersom han ansåg det uppenbart att det inte skulle hålla i domstol då det saknades teknisk bevisning samt då Sture Bergwall inför förhör och vallningar på mordplatsen haft fri tillgång till information rörande mordet innan han berättat om det. Bergwall frikändes den 23 november 2012.

### Erkännanden som inte prövats i domstol

#### Thomas Blomgren
Thomas Blomgren mördades 16 maj 1964 vid fjorton års ålder i Växjö. Quick sade sig ha mördat Blomgren, som han beskrev som lika gammal som han själv, men inte lika storvuxen och stark. Mordet var preskriberat, men Christer van der Kwast ansåg det löst efter Quicks erkännande och beskrivning av tidigare aldrig offentliggjorda detaljer från mordplatsen. Journalisten Gubb Jan Stigson tipsade 1995 polis och åklagare om en homosexuell man som skulle ha skjutsat Quick till Växjö.
I en artikel i Aftonbladet i december 2005 berättade Quicks tvillingsyster att Quick inte hade lämnat Falun vid tidpunkterna för mordet på Thomas Blomgren. År 2008 framkom dels att Quick, samma helg som mordet begicks, konfirmerades i Falun 50 mil från mordplatsen, och dels att de poliser som utredde mordet på Blomgren 1964 inte trodde att Quick var gärningsmannen, på grund av felaktigheter i de beskrivningar han gett av mordet.

#### Alvar Larsson
Alvar Larsson försvann 1967 på Sirkön i Åsnen utanför Urshult i Småland, och påträffades död 1982. Fram till Quicks erkännande fanns inga misstankar om brott i ärendet. Quicks tvillingsyster berättade i december 2005 att Quick inte hade lämnat Falun vid tiden för Alvar Larssons död.

#### Raine Svensson
Raine Svensson arbetade som skötare på Sidsjöns sjukhus i Sundsvall och försvann i mitten av juni 1971. Hans kvarlevor har aldrig hittats men flera av hans tillhörigheter hittades utspridda inne på Sidsjöns sjukhusområde. Raine Svensson arbetade på det sjukhus som Thomas Quick bara några veckor före försvinnandet skrivits ut ifrån och det är känt att de båda personerna träffat varandra på sjukhuset; det är den enda personliga kopplingen som någonsin kunnat göras mellan Quick och något av hans påstådda mordoffer. Teknisk bevisning saknas dock.

#### Benny Forsgren
Nittonårige Benny Forsgren försvann 12 december 1976 vid midnatt från villaområdet Vågbro utanför Söderhamn på väg hem från en fest. Någon kropp har aldrig hittats. Enligt överåklagare Christer van der Kwast var Quick inte särskilt precis, men man förstod att han tycktes prata om Benny Forsgren.

#### Marianne Rugaas Knudsen
Den sju år gamla Marianne Rugaas Knudsen försvann från Risør i Norge 28 augusti 1981. Hon har aldrig hittats. Den 19 maj 2000 erkände Thomas Quick att han mördat flickan, bara några dagar efter mordet på Trine Jensen i Oslo. Fredag 18 augusti åkte poliskommissarie Wiggo Lundamo från våld, mord- och sedlighetsroteln vid Oslo polisdistrikt till Säter sjukhus för att förhöra Thomas Quick. Detta var första gången norska poliser fick utfråga Quick direkt, trots att han redan hade blivit dömd för tre mord i Norge. Det blev aldrig något åtal mot Quick i detta ärende, då det var omöjligt att knyta honom till mordet bortsett från hans eget vittnesmål. Flera andra personer var också misstänkta men fallet är fortfarande olöst och preskriberades den 28 augusti 2006.

#### Magnus Nork
Den treårige pojken Magnus Nork hittades mördad i ett soprum i Jönköping i november 1981. Han hade strypts och sedan pressats ner i ett sopnedkast. En 17-årig flicka som suttit barnvakt för pojken samma dag som han mördades var länge polisens huvudmisstänkta i fallet och satt anhållen under en längre tid, men släpptes slutligen i brist på bevis. Fallet preskriberades 2006. Quick erkände år 2000 att han hade mördat Nork.

#### Olle Högbom
Den artonårige Olle Högbom försvann 7 september 1983 i centrala Sundsvall. Hans kropp har aldrig påträffats. Efter sitt erkännande delgavs Quick 1994 misstanke för mord men hans skuld prövades aldrig i domstol. Quick kan mycket väl ha befunnit sig i Sundsvall just den kvällen då Högbom försvann[källa behövs] men då för många omständigheter i Quicks erkännande inte kunde bekräftas avfördes Quick som misstänkt i fallet. Olle Högboms far, Ruben Högbom, kritiserade år 2002 utredningen och medias bevakning med artikeln Brott och offer som underhållning i Sundsvalls Tidning. Gubb Jan Stigson kallade Högboms agerande ”en form av rättshaveri”. Fallet preskriberades 7 september 2008, varvid förundersökningen blev offentlig.

#### Två somaliska pojkar
Två somaliska pojkar försvann från en norsk flyktingförläggning utanför Oslo 1989 men visade sig senare vara vid liv, den ene i Sverige och den andre i Kanada. Quick hade berättat att han mördat en norsk pojke, vilket den norska polisen kopplade ihop med de försvunna pojkarna från flyktingförläggningen. Den norska tidningen VG skrev en artikel om saken, som Quick sedan läste varpå kan kunde bygga ut sin berättelse med korrekta detaljer. Under den fortsatta polisutredningen framkom dock att "mordoffren" var i livet.

#### Örjan Sellin
Örjan Sellin försvann natten till 22 oktober 1993 efter ett krogbesök i Sigtuna. Hans kropp har aldrig hittats. Quick påstod på 1990-talet att han skulle ha mördat Sellin, ett mord han då ska ha utfört under sin tid på Säter.

#### Ytterligare ett 10-tal fall med oklara erkännanden
Åklagarmyndigheten förtecknade flera fall som Quick erkände, men där hans uppgifter var så vaga att någon förundersökning inte inleddes. Bland andra "Lars, mycket ung", som enligt Quicks erkännande, skulle ha mördats 1965 i Mellansverige och "Lasarettspojken" i Mellansverige mördad 1969.
Faktauppgifterna skiljer sig åt angående hur många de oklara erkännandena är.[källa behövs] Enligt en lista som upprättades i polisutredningen ska Quick ha erkänt totalt 39 mord, varav ungefär hälften inte kunde kopplas till något specifikt mordoffer eller försvinnande.

## Kontroversen kring morddomarna

### Försvarsadvokatens roll
Claes Borgström var Thomas Quicks försvarsadvokat under fem år. Hans agerande har ifrågasatts med argumentet att han underlät att tillvarata sin psykiskt störde och tungt medicinerade klients objektiva intresse av att inte dömas oskyldig. Borgström blev JK-anmäld 2012 av tidigare chefsåklagaren Göran Friberg för sina insatser som Thomas Quicks advokat.

### Ifrågasättanden av Thomas Quicks erkännanden

#### Leif G.W. Persson
Kriminologen Leif G.W. Persson kritiserade redan 1993 Quickutredningen. Enligt honom saknades såväl vittnen som teknisk bevisning mot Quick. Domarna var istället grundade på Quicks erkännanden och antagandet att han kände till saker om brotten som bara gärningsmannen och polisen visste om. Persson menade att det antagandet var felaktigt. Enligt Persson fanns det dessutom både vittnen och spår som talade mot att Quick var gärningsmannen.

#### Dan Larsson
År 1998 utkom journalisten Dan Larssons bok Mytomanen Thomas Quick. Boken utlöste ett gräl med Dalademokratens reporter Gubb Jan Stigson. År 2012 utgav Larsson Mytomanen Thomas Quick – från början till slutet.

#### Jan Guillou
År 2002 kritiserade Jan Guillou Quick-utredningen i sin bok Häxornas försvarare. Kritiken utlöste ett gräl med Gubb Jan Stigson.

#### Jan Olsson
Jan Olsson var utredare på rikskrim och chef för Rikskriminalpolisens gärningsmannaprofilgrupp 1994–2001. Han var delaktig i polisutredningarna om Quick, beträffande morden på makarna Stegehuis och Yenon Levi. Efter att ha skrivit ett brev till åklagaren Christer van der Kwast, där han påpekade alla de brister han ansåg förekom i utredningarna, lämnade han polisutredningarna i protest. De stred mot hans känsla för rättvisa.
I oktober 2002 publicerade Olsson en debattartikel i Dagens Nyheter där han framförde sina tvivel på att Bergwall skulle vara en seriemördare. Han riktade även kritik mot advokat Claes Borgström. Olsson ansåg att utredare och domstol valt att bortse från alla felaktiga uppgifter Quick lämnat men fäst stor vikt vid de gånger han haft rätt.
Christer van der Kwast bemötte kritiken, bland annat med påståenden om att Quick i fallet Therese visat platser i skogen där polisen sedan hittat mänskliga kvarlevor, brända ben med skärmärken från en ung person, och ett bågfilsblad av den typ av såg Quick sagt att han använt.

#### Ulf Åsgård
I en artikelserie om Bergwall i Aftonbladet 2005 uttalade sig psykiatern Ulf Åsgård, tidigare expert i Rikskriminalens gärningsmannaprofilgrupp, efter en genomgång av förhören med Bergwall, att denne förmodligen inte begått ett enda mord.

#### Pelle Svensson
Baserat på en rättsutredning gjord av advokat Pelle Svensson begärde Johan Asplunds föräldrar den 17 november 2006 att samtliga åtta domar i Quickfallet skulle synas. Justitiekansler Göran Lambertz avslog ärendet, vilket han i en debattartikel motiverade med att domarna var ”utomordentligt övertygande” och att de kritiska synpunkterna därför vägde lätt. I sitt beslut uppmärksammar justitiekanslern att ”TQ år 1996 synes ha uppgett för polisen att han hade mördat två somaliska pojkar i Norge [...] men efter lång tid visade det sig att de inte var mördade. Detta skulle i och för sig kunna utgöra en omständighet som är av betydelse för den allmänna tilltron till TQ:s övriga erkännanden. Det synes som att åklagaren vid de rättegångar som ägde rum sedan det hade framkommit att de somaliska pojkarna var välbehållna inte upplyste rätten om att TQ hade tagit på sig ett mord som han inte hade begått. [...] Det kan i alla händelser inte anses klarlagt att han medvetet ljög om de somaliska pojkarnas försvinnande.”

#### Hannes Råstam
Journalisten Hannes Råstam utgav 2012 postumt en bok, Fallet Thomas Quick – Att skapa en seriemördare, som bygger vidare på hans ursprungliga TV-dokumentär. I boken beskriver Råstam närmare hur vårdpersonalen på Säters sjukhus, genom behandlingarna i samtalsterapin, på olika vis hade manipulerat Quick att erkänna morden.

#### Dan Josefsson
År 2013 följde journalisten Dan Josefsson upp den granskning Hannes Råstam hade inlett om vården på Säters sjukhus. Josefsson producerade TV-dokumentären Kvinnan bakom Thomas Quick och skrev boken Mannen som slutade ljuga: Berättelsen om Sture Bergwall och kvinnan som skapade Thomas Quick, i vilka han berättar om den betydelse den fristående psykoanalytikern Margit Norell hade för Säters sjukhus och vården av Bergwall.

### Återtagna erkännanden
I den dokumentär av Råstam som sändes i Sveriges Television i december 2008, sade Bergwall: ”Jag har inte begått något av de mord jag är dömd för, och jag har inte heller begått något av alla de andra mord jag har erkänt.” Hans advokat Thomas Olsson meddelade efter programmet att man ämnade begära resning i samtliga fall där Bergwall dömts för mord. I en debattartikel kritiserar Olsson justitierådet i Högsta domstolen Göran Lambertz för dennes debattartikel där Lambertz pekar på att det finns en ursprungssannolikhet för Bergwalls skuld. Detta grundat på vålds- och sexualbrott som Bergwall påståtts begått under slutet av 1960 och början av 1970, dessutom diagnos av Bergwall som tyder på allvarlig psykisk störning vilket gör det möjligt att misstänka Bergwall för andra mord med ”sexualsadistiska inslag”.

### Fortsatta kontroverser efter att Sture Bergwall tagit tillbaka sina erkännanden

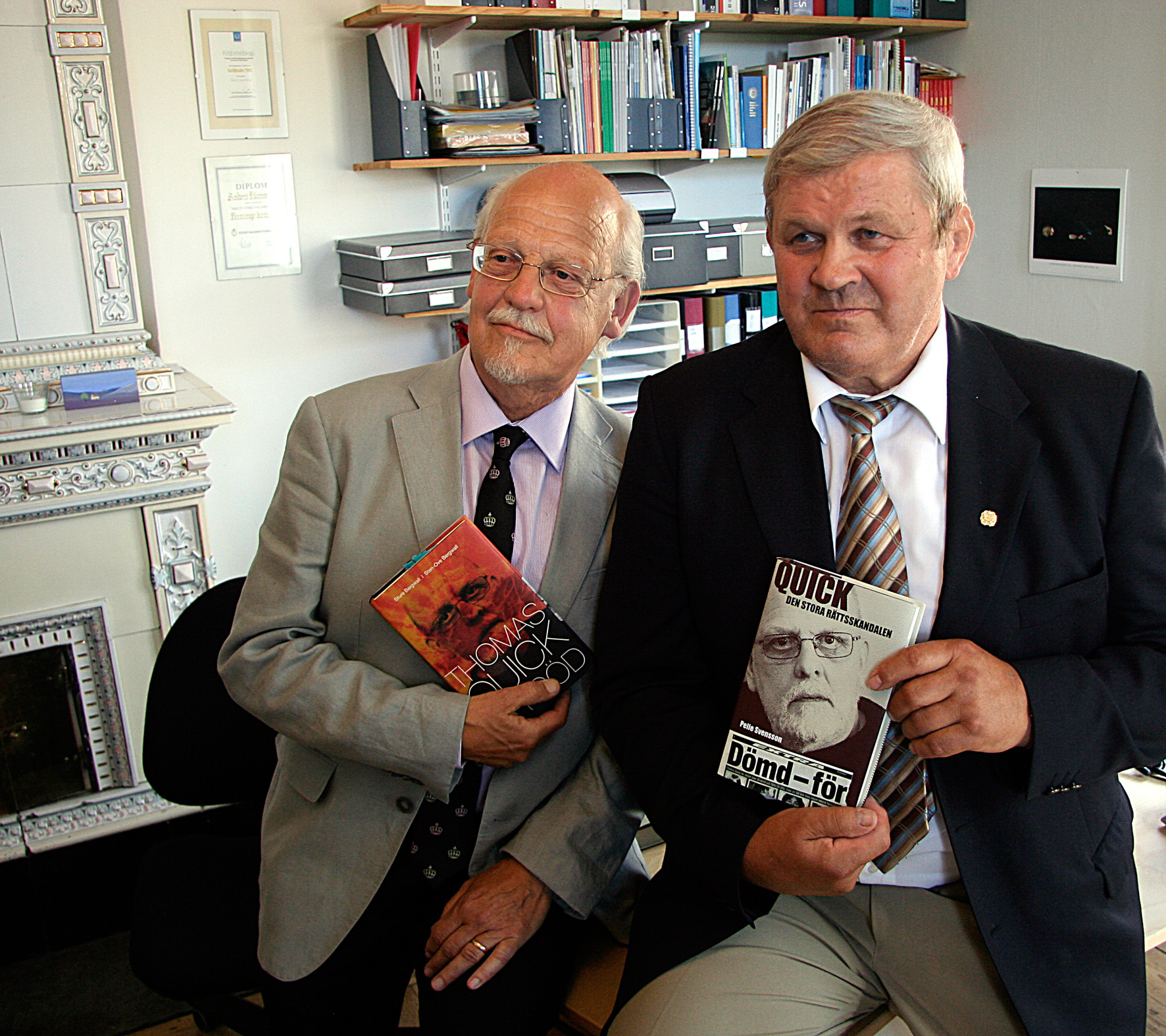
Maj 2009: Sture Bergwalls bror Sten-Ove Bergwall och advokat Pelle Svensson visar upp böcker de skrivit där de ifrågasätter morddomarna mot Bergwall och myndigheternas hantering av fallet.

#### Göran Lambertz
I januari 2009 uttryckte justitiekansler Göran Lambertz i en debattartikel i Aftonbladet tanken att frågan om Sture Bergwalls skuld eller oskuld i fråga om de fall där han dömts måste behandlas fall för fall och inte alla dras över en kam. I fråga om Bergwall talat fullständig sanning i alla delar skrev Lambertz: ”Vissa mycket viktiga delar av Quicks berättelser tycks definitivt ha varit felaktiga. Felen är svåra att förklara på annat sätt än att han har hittat på.” Sedermera (2012) har Lambertz dock ansett att det ”finns utomordentligt övertygande bevis om Bergwalls skuld” beträffande vissa mord denne dömts för i mål där resning senare beviljats.

#### Christer van der Kwast
I november 2008 öppnade överåklagare Christer van der Kwast en förundersökning i syfte att åter hålla förhör med Quick. Skälet var enligt van der Kwast att Quick i en intervju med journalisten Hannes Råstam hade tagit tillbaka sina erkännanden. Förundersökningen lades ner av van der Kwast då det visade sig att Quick redan hade skaffat sig ett rättsligt ombud. I september 2012 hävdade van der Kwast i en debattartikel i Svenska Dagbladet att de åklagare som beviljat resning i de olika fallen med Thomas Quick ”underlåtit att skaffa sig kunskap om vad som verkligen presenterades i tingsrätten”.

#### Kristina Hultman
Journalisten Kristina Hultman skrev under 2014 och 2015 flera debattartiklar i bland annat Dagens Nyheter och Feministiskt Perspektiv där hon kritiserade Dan Josefssons bok och ifrågasatte friandet av Thomas Quick.

## Resningsansökningarna
Efter att en polisanmälan lämnats in 2009 mot Christer van der Kwast och Seppo Penttinen för grovt tjänstefel kom riksåklagaren fram till att de eventuella brotten antingen var preskriberade eller tidigare avgjorda av justitiekanslern. Därefter tillsattes en grupp under ledning av överåklagare Björn Ericson som skulle ta ställning till frågan om resning för var och en av domarna mot Bergwall (parallellt med att Bergwall själv lämnade in den första resningsansökan april 2009). Björn Ericson konstaterade i sin redovisning av uppdraget 2012 att fallet Thomas Quick främst är resultatet av den tidsanda som rådde och inte kan betraktas som något egentligt systemfel.
Alla åtta resningsansökningar – två av dem inlämnade av åklagare – beviljades och samtliga har lett till nedlagt åtal med frikännande.

## Bergwallkommissionen
2013 tillsatte Sveriges regering en kommission, ledd av Daniel Tarschys, för att gå igenom fallet Bergwall. Den fick stora befogenheter, som till exempel att läsa sekretessbelagda uppgifter. Kommissionen lämnade sitt  betänkande i juni 2015 och fann att det framför allt var fyra faktorer som ledde till att fallet kunde gå så långt:
- Sture Bergwalls falska erkännanden
- den särskilda hänsyn som togs till Bergwall, som ledde till att upprepade felaktigheter vid förhören accepterades som ”medvetna avvikelser”
- att utredningsgruppen var i det närmaste intakt under nio år, vilket kan ha förhindrat kritiska tankar från att tränga in i utredningsarbetet
- att balansen mellan åtal och försvar uteblev vid rättegångarna, på grund av försvarsadvokatens lojalitet mot Bergwall och därför att åklagaren inte lade tillräcklig vikt vid bevisningens svagheter och tänkbara alternativa förlopp

Sammanfattningsvis utgår Bergwallkommissionen i sin rapport från att den inte har någon anledning att ifrågasätta de friande domarna i resningsmålen. Betänkandet sändes ut på remiss till olika instanser under sommaren 2015 för bedömning och yttranden.

## Film
Mikael Håfströms film Quick hade premiär hösten 2019. Bergwall spelas av David Dencik.